# Jeanne Moreau
Pour les articles homonymes, voir Moreau.
Jeanne Moreau, née le 23 janvier 1928 à Paris 10e et morte le 31 juillet 2017 dans le 8e arrondissement de la même ville, est une actrice, chanteuse et réalisatrice française.
Elle a joué dans plus de cent trente films — dont Ascenseur pour l'échafaud, Les Amants, Moderato cantabile, Jules et Jim, Eva, Le Journal d'une femme de chambre, Viva Maria !, La mariée était en noir, La Vieille qui marchait dans la mer... — sous la direction de réalisateurs comme Luis Buñuel, Theo Angelopoulos, Wim Wenders, Rainer Werner Fassbinder, Michelangelo Antonioni, Manoel de Oliveira, Joseph Losey, Orson Welles, Elia Kazan, Jacques Becker, François Truffaut, Louis Malle, Jacques Demy, Jean Renoir, Marguerite Duras ou encore Agnès Varda.
En 1992, elle obtient le César de la meilleure actrice pour La Vieille qui marchait dans la mer, suivi de deux César d'honneur en 1995 et en 2008.
En 1998, l'Académie américaine des arts et des sciences du cinéma lui rend hommage lors d'une cérémonie. En 2000, elle est la première femme élue à l'Académie des beaux-arts de l'Institut de France, au fauteuil créé en 1998 dans la section Création artistique pour le cinéma et l'audiovisuel.

## Biographie

### Enfance
Jeanne Moreau naît en 1928 dans le 10e arrondissement de Paris.
Son père, Anatole-Désiré Moreau, né à Mazirat dans l'Allier, fils d'un huilier, est le gérant de la brasserie À la cloche d'or, au coin de la rue Pierre-Fontaine et de la rue Mansart dans le 9e arrondissement de Paris. Sa mère, Kathleen Buckley, née à Blackpool (Lancashire, Angleterre), est la fille d'un marin-pêcheur ; de nationalité britannique, elle est danseuse aux Folies Bergère et rejoint plus tard la troupe de Joséphine Baker.
Après avoir passé une partie de son enfance à Vichy et à Mazirat, la future comédienne achève ses études secondaires à Paris et commence à suivre, à l'insu de ses parents, les cours de théâtre de Denis d'Inès, alors doyen de la Comédie-Française. En 1946, elle entre dans sa classe comme auditrice, au Conservatoire national supérieur d'art dramatique de Paris.

### Débuts au théâtre
Début 1947, elle passe le concours d'entrée au Conservatoire tout en jouant un petit rôle dans Le Lever de soleil à la Comédie-Française. En septembre 1947, elle participe au premier festival d'Avignon avec de brèves apparitions dans trois pièces (avec Anne Caprile elle joue notamment une suivante de la reine (Léone Nogarède) dans La Tragédie du roi Richard II sous la direction de Jean Vilar). De retour au « Français », elle obtient, en décembre 1947, le rôle de Joas dans Athalie.
Pensionnaire de la Comédie-Française, c'est à la suite de la publication d'une photo d'elle dans la pièce Un mois à la campagne que son père la chasse de la maison familiale. Elle se fait réellement remarquer en 1950 dans Les Caves du Vatican d'André Gide, mise en scène par Jean Meyer, où elle joue la petite prostituée. Ce rôle lui vaut la couverture de Paris Match et les félicitations de Paul Léautaud. Par la suite, elle incarne de nouveau un personnage de prostituée dans une reprise d’Othello, avec Aimé Clariond dans le rôle-titre ; à cette occasion Orson Welles, qui prépare l'adaptation cinématographique de la pièce, la remarque.

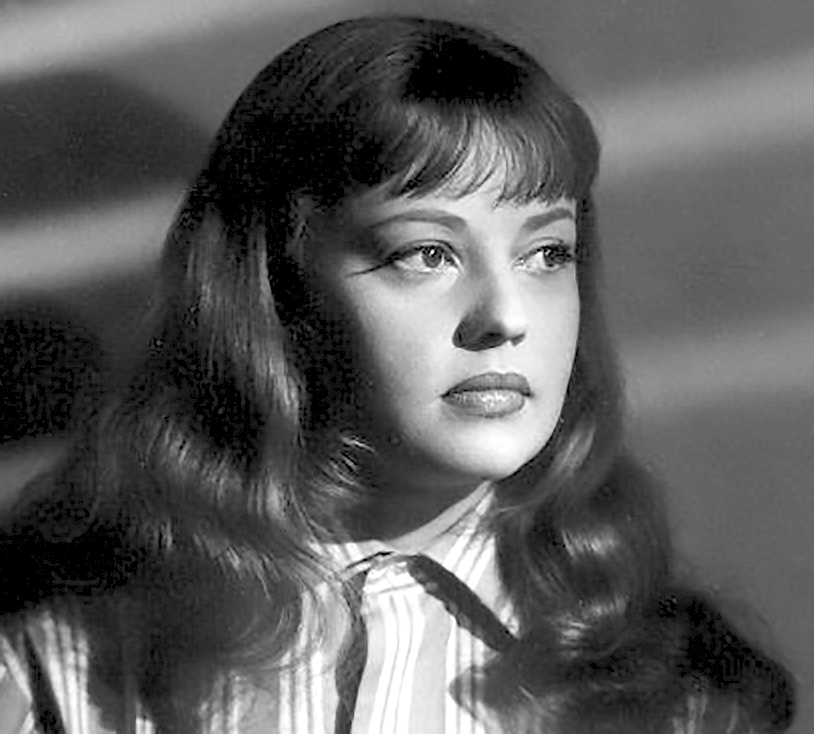
La comédienne vers 1952 (Studio Harcourt).

Démissionnant de la Comédie-Française en 1952, elle rejoint le TNP de Jean Vilar, se produit au Festival d'Avignon où elle joue le rôle de l’infante dans le Cid, avec Gérard Philipe, alors qu'elle aurait voulu celui de Chimène. En 1952, elle revient au festival avec le rôle de Nathalie d'Orange dans Le Prince de Hombourg, mais y est mal à l'aise et accepte, sur le conseil de Gérard Philipe, la proposition du théâtre Antoine pour jouer dans la pièce L’Heure éblouissante d'Anna Bonacci (mise en scène de Fernand Ledoux), un rôle, encore une fois, de prostituée. Lors de cette pièce, elle rencontre l'écrivain Blaise Cendrars.

### Cinéma
Elle obtient ses premiers rôles au cinéma dans Meurtres de Richard Pottier en 1950, puis dans Touchez pas au grisbi de Jacques Becker en 1954. La même année, elle est une très sensuelle et frivole reine Margot pour Jean Dréville.
En 1956, alors qu'elle joue dans la pièce La Chatte sur un toit brûlant, elle rencontre Louis Malle qui prépare le film Ascenseur pour l'échafaud et le scénariste Roger Nimier qui lui présente Paul Morand. Cette œuvre révèle toute la subtilité de son jeu et Les Amants, qui fait scandale lors de sa sortie, lui donne l'image d'une héroïne moderne.
Pour Roger Vadim, elle incarne un avatar de la marquise de Merteuil auprès de son compère de toujours Gérard Philipe dans Les Liaisons dangereuses 1960, transposition contemporaine du roman de Choderlos de Laclos. Elle obtient le prix d'interprétation féminine du Festival de Cannes 1960 pour Moderato cantabile de Peter Brook, d'après Marguerite Duras.
En 1961, Michelangelo Antonioni lui confie le premier rôle de La Nuit aux côtés de Marcello Mastroianni et Monica Vitti. Eva de Joseph Losey, Le Procès d'Orson Welles et La Baie des Anges de Jacques Demy confirment sa réputation de comédienne exigeante et rigoureuse, prête à mettre son talent au service d'œuvres ambitieuses et de metteurs en scène audacieux.
L'année 1962 marque un tournant dans la carrière de Jeanne Moreau avec le film Jules et Jim de François Truffaut qu'elle avait déjà rencontré en 1958 lors du Festival de Cannes 1958. Le producteur Jacques Canetti sort la bande originale du film Le Tourbillon qu'elle interprète dans le film avec Serge Rezvani à la guitare. Le succès du film et de la bande originale est immédiat.
À la suite de l'énorme succès rencontré par cette œuvre, elle lie connaissance avec l'Américaine Anaïs Nin qui la veut pour incarner son héroïne dans le film L’Espionne dans la maison de l'amour, tiré d'un de ses romans. Finalement, le film ne se fait pas, mais une solide amitié est née. Elle part ensuite en Californie pour jouer dans une série de films et, lors d'une soirée, Anaïs Nin lui présente l'écrivain Henry Miller, son compagnon d'alors, qui lui dit un jour : « Surtout, ne dites jamais aux gens avec qui vous travaillez, que nous sommes amis, votre réputation serait fichue ». Elle se lie aussi d'amitié avec Tennessee Williams et Peter Brook.

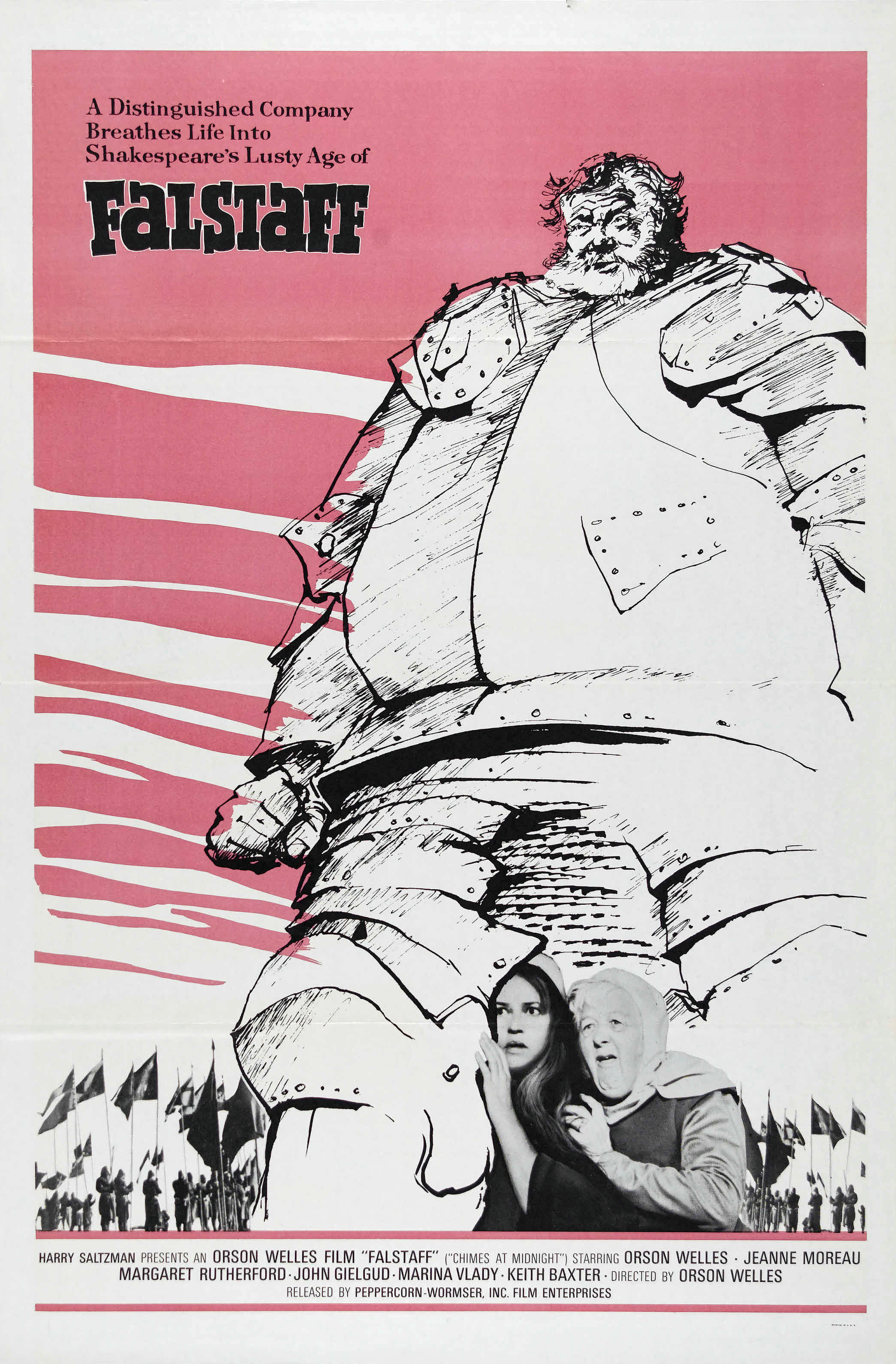
L'affiche de Falstaff (1965) d'Orson Welles.

En 1965, elle tourne en anglais dans Falstaff, de son ami Orson Welles.
À partir de cette époque, elle ne cesse d'être sollicitée par de grands réalisateurs : Luis Buñuel (Le Journal d'une femme de chambre), Tony Richardson (Mademoiselle, Le Marin de Gibraltar), Bertrand Blier (Les Valseuses), Elia Kazan (Le Dernier Nabab), André Téchiné (Souvenirs d'en France), Rainer Werner Fassbinder (Querelle), Michel Deville (Le Paltoquet), Theo Angelopoulos (Le Pas suspendu de la cigogne), Wim Wenders (Jusqu'au bout du monde, Par delà les nuages coréalisé avec Antonioni) ou plus récemment Amos Gitaï (Désengagement, Plus tard tu comprendras).
Elle a retrouvé Truffaut dans un drame policier adapté de William Irish : La mariée était en noir en 1968 et avait également tourné de nouveau avec Louis Malle trois ans auparavant dans Viva Maria ! où elle donnait la réplique à Brigitte Bardot. Pour sa prestation, elle avait remporté un BAFTA en 1967. Losey a aussi fait de nouveau appel à elle pour Monsieur Klein (1976) et La Truite (1982).
Ayant été encouragée par Orson Welles, elle passe à la réalisation avec Lumière en 1976 et L'Adolescente en 1979.
En 1974, elle fait une incursion au Québec pour jouer dans le film Je t'aime, de Pierre Duceppe. Elle y reviendra, en 2006, à l'invitation du metteur en scène et réalisateur Yves Desgagnés qui réalise une adaptation de Roméo et Juliette où elle joue le rôle de Laurence.
En 1977, elle part vivre à New York et découvre le livre Solstice de Joyce Carol Oates, une histoire d'amitié entre deux femmes. Jeanne Moreau veut en faire son troisième film. Elle écrit le scénario avec l'auteur du livre, mais les studios Walt Disney, qui sont contactés comme producteurs éventuels, refusent finalement, considérant qu'il s'agit d'une histoire déguisée de lesbiennes, du fait, dans le scénario, de la relation ambiguë entre les deux femmes.
Jean-Pierre Mocky révèle ses talents comiques en 1987 dans Le Miraculé avec Michel Serrault et Jean Poiret, et La Vieille qui marchait dans la mer — adaptation d'un roman de Frédéric Dard par Laurent Heynemann — lui vaut le César de la meilleure actrice en 1992.

### Retour au théâtre et télévision
Jeanne Moreau est souvent revenue au théâtre et toujours avec des prestations mémorables comme en 1973 dans La Chevauchée sur le lac de Constance de Peter Handke. Alors qu'elle joue dans cette pièce, elle rencontre et se lie d'amitié avec Patricia Highsmith, qui vit près de Fontainebleau. En 1986, elle triomphe dans Le Récit de la servante Zerline d'Hermann Broch pour lequel elle obtient de nombreuses distinctions, dont un Molière. En 1989, elle revient au festival d'Avignon dans le rôle-titre de La Célestine, de Fernando de Rojas.

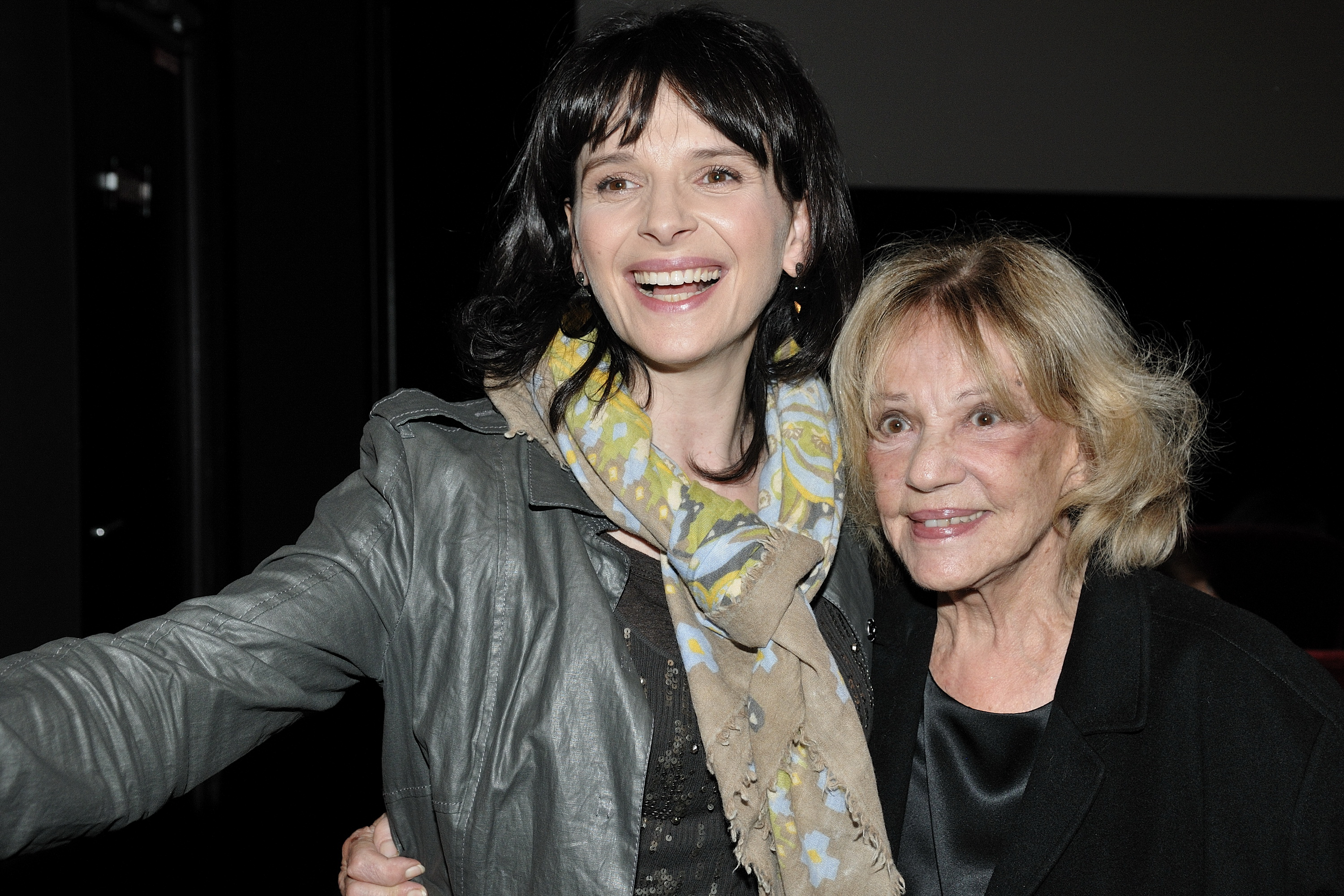
Avec Juliette Binoche en 2009.

Pour la télévision, elle collabore entre autres avec Jean Renoir (Le Petit Théâtre de Jean Renoir), Jacques Doillon (L'Arbre) et de nombreuses fois avec Josée Dayan (Balzac, Les Misérables, Les Parents terribles, Les Rois maudits). La réalisatrice lui offre d'ailleurs, pour le grand écran, le rôle de son amie Marguerite Duras dans Cet amour-là, d'après le témoignage du dernier compagnon de l'auteure.
Jeanne Moreau reçoit des mains de Sharon Stone, en 1998, un hommage de l'Académie des Oscars pour l'ensemble de sa carrière. Il s'agit de la plus haute distinction délivrée par cette académie pour une comédienne internationale, en reconnaissance de sa contribution à l'histoire du cinéma.
Elle a également interprété de nombreuses chansons en français, écrites principalement par Serge Rezvani, Géo Norge, Elsa Triolet et Marguerite Duras (India Song). Certaines, inspirées par la musique brésilienne, furent composées par Antoine Duhamel sur ses propres textes.
Elle est la seule comédienne à avoir présidé deux fois le jury du Festival de Cannes : en 1975 et en 1995. Elle y a aussi été plusieurs fois maîtresse de cérémonie. Elle a également présidé l'Académie des Césars de 1986 à 1988.

Jeanne Moreau et Amos Gitaï, pendant le tournage de Plus tard tu comprendras en 2008.

La filmographie de Jeanne Moreau a laissé une place importante à la jeune génération de cinéastes européens. De fait, elle participe activement depuis 2003, d'abord, cette année-là, comme présidente du jury, puis comme marraine fidèle, au Festival international des jeunes réalisateurs Premiers Plans d'Angers. Elle assure elle-même la direction artistique du festival, proposant ainsi des rétrospectives (Louis Malle, Ingmar Bergman) et retourne régulièrement à Angers où en parallèle au festival Premiers Plans, elle crée en 2005 une école de cinéma, Les Ateliers d'Angers, reconnue comme une main tendue à la relève. Chaque année depuis lors, cette formation accueille une vingtaine de jeunes réalisateurs européens en quête de perfectionnement en techniques cinématographiques, afin de passer du court métrage au long métrage.

### Chansons

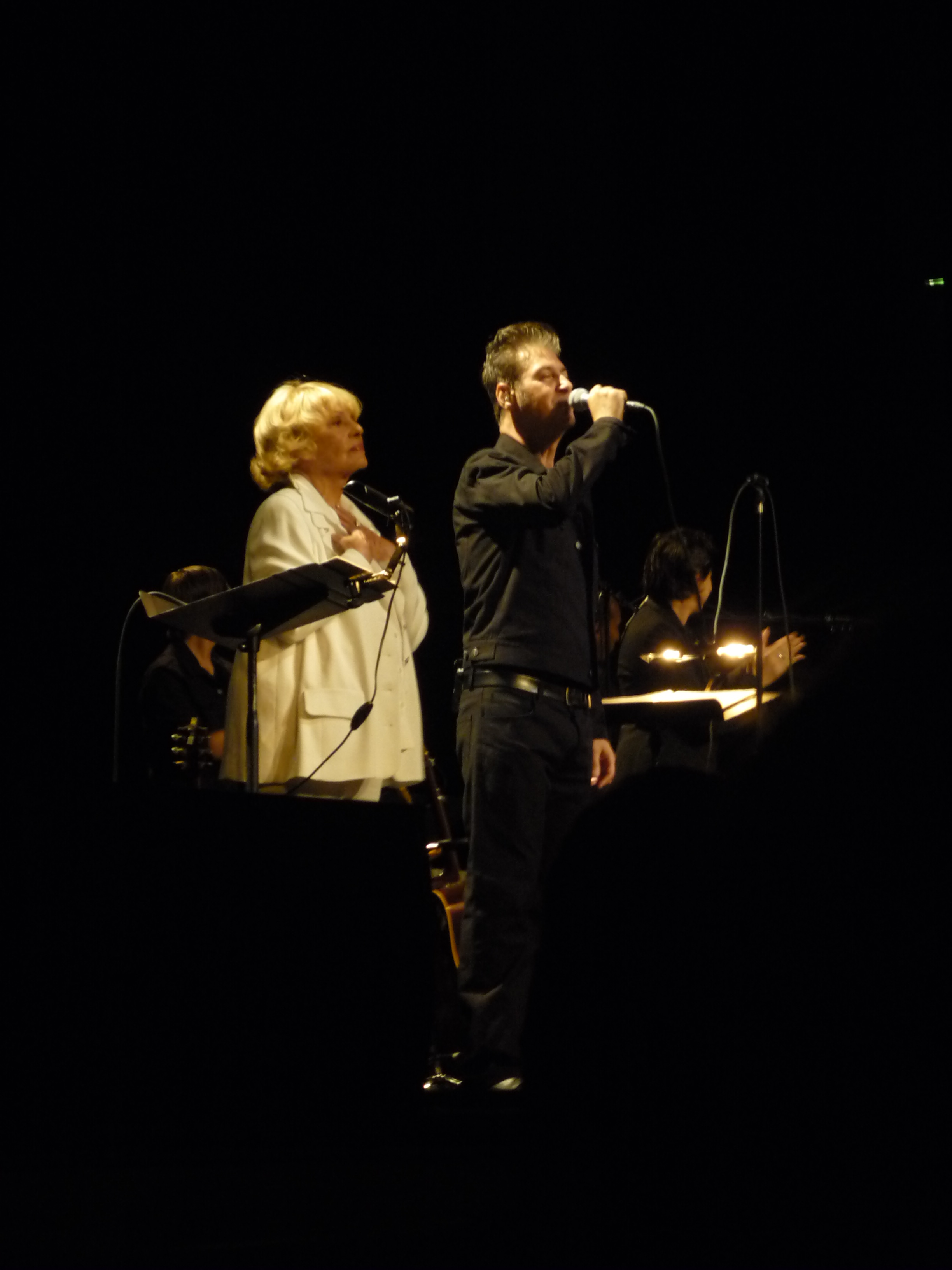
Jeanne Moreau et Étienne Daho, en concert à la Salle Pleyel en 2008.

Sa carrière en tant que chanteuse démarre avec deux albums originaux de Serge Rezvani (alias Cyrus Bassiak) en 1963 et 1967, dont le célèbre J'ai la mémoire qui flanche et Tout morose (accompagnée par Elek Bacsik à la guitare, et Michel Gaudry). En 1975, elle enregistre le single India song (musique de Carlos D'Alessio, paroles de Marguerite Duras et arrangements de Karel Trow) dont la face b, Rumba des iles est un dialogue entre elle-même et Marguerite Duras. D'autres albums suivent dont, en 1981, l'album sur des textes du poète belge Norge (le nombril, Pas bien, etc.), toujours enregistré par Jacques Canetti. En 2010, elle enregistre avec Étienne Daho l'intégrale du Condamné à mort, long poème de Jean Genet, à l'occasion du centenaire de l'anniversaire de naissance de l'écrivain, et revient à Avignon en juillet 2011 pour lire à nouveau ce texte, toujours chanté par Etienne Daho sur une musique d'Hélène Martin.
En 2011, elle chante en duo avec Christian Olivier le single Emma, intégré à l'album L'an Demain des Têtes Raides.
En 2014, elle est membre du comité de soutien à la candidature d'Anne Hidalgo à la mairie de Paris.

### Mort

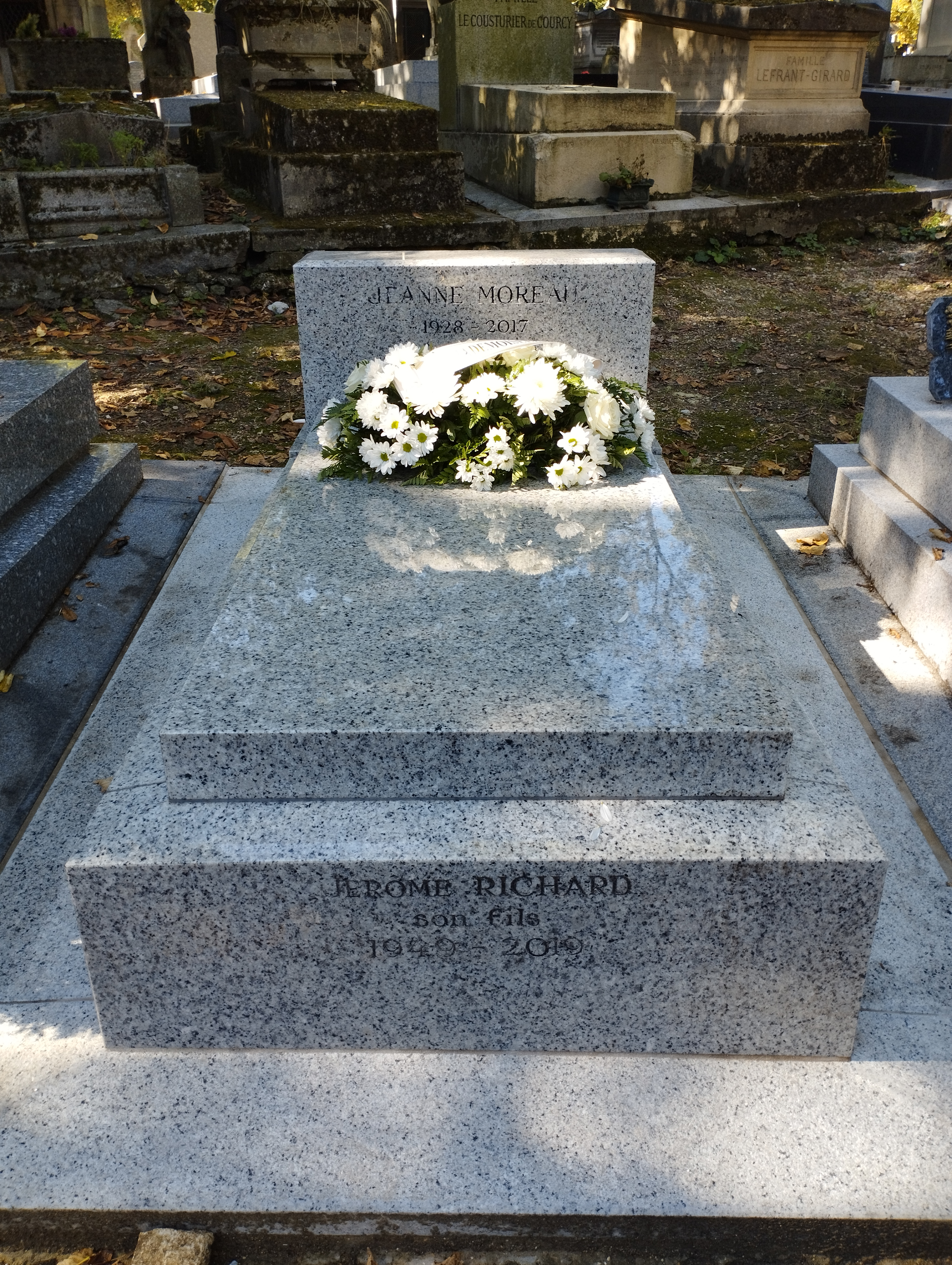
Tombe de Jeanne Moreau au cimetière de Montmartre (division 21).

Jeanne Moreau est retrouvée morte par sa femme de ménage au matin du 31 juillet 2017, dans son appartement parisien du square du Roule, rue du Faubourg-Saint-Honoré à Paris,,.
Elle est inhumée au cimetière de Montmartre (division 21) à Paris, non loin de François Truffaut. Son fils Jérôme la rejoint dans le même caveau à sa mort en 2019.

### Postérité: la fondation Jeanne Moreau
Selon ses volontés testamentaires, l’actrice a légué l’ensemble de ses biens, ainsi que la propriété de ses droits d’auteur et moraux et sur l’œuvre de sa vie, au « Fonds Jeanne Moreau », créé en octobre 2017, et qui a pour mission de soutenir le cinéma et le théâtre, et d'en favoriser l'accès aux enfants.
À sa création, l’actrice désigne le chanteur Étienne Daho comme administrateur et ambassadeur du fonds, et il est présidé par l’avocat Robert Guillaumond, aidé du diplomate Hugues Goisbault.

### Vie privée
Jeanne Moreau a été mariée deux fois. En 1949, elle épouse le comédien et réalisateur français Jean-Louis Richard et accouche le lendemain de leur mariage, le 28 septembre 1949, de leur fils Jérôme. Elle divorce en 1951, mais Jean-Louis Richard la dirige néanmoins après leur séparation dans Mata Hari, agent H 21 et Le Corps de Diane.
Elle a vécu avec l'acteur Philippe Lemaire en 1956.
Après avoir évité à la dernière minute de se marier avec Teodoro Rubanis en 1966, elle convole en secondes noces en 1977 avec le réalisateur américain William Friedkin, auteur de L'Exorciste et de French Connection (leur union a duré quatre ans).
Vers 1995, ayant lu Le Livre tibétain de la vie et de la mort de Sogyal Rinpoché, elle assiste à ses conférences et s’intéresse au bouddhisme.
À Paris, elle a vécu rue du Cirque, puis dans un grand appartement près de la place de l'Étoile,.
Grande séductrice au cinéma, Jeanne Moreau a dit concernant sa vie sentimentale :

« J’ai séduit beaucoup d’hommes. J’ai toujours été vers des hommes qui avaient du talent. Je n’ai pas eu des amants pour avoir des amants. »

Les plus connues sont ses liaisons avec le couturier Pierre Cardin débutée en 1961 et ayant duré quatre ans, avec les cinéastes Louis Malle et François Truffaut, Jean-Louis Trintignant lors du tournage de Mata Hari, agent H 21 et Tony Richardson qui quitte Vanessa Redgrave pour elle mais qu’elle quitte ensuite pour un jeune marin, le producteur Raoul Lévy ou encore le jeune acteur Pierre-Loup Rajot en 1987.
Brigitte Bardot, dans le premier tome de ses mémoires, lui prête aussi une aventure avec l'acteur américain George Hamilton, pendant le tournage de Viva Maria ! au Mexique.
Quant à Georges Moustaki, tout juste s’enorgueillit-il d’avoir tenu Jeanne Moreau dans ses bras. « Elle m’a accordé ses faveurs pendant quelques mois idylliques », rapporte-t-il. Lassée de ses infidélités, elle l’a quitté et ne lui a plus adressé la parole pendant trente-cinq ans.

## Filmographie
Sauf indication contraire, les informations mentionnées dans cette section peuvent être confirmées par les bases de données cinématographiques IMDb et Allociné,  présentes dans la section « Liens externes ».

### Actrice

#### Cinéma

##### Années 1940-1950
- 1949 : Dernier Amour de Jean Stelli : Michèle
- 1950 : Meurtres ? de Richard Pottier : Martine Annequin
- 1950 : Pigalle-Saint-Germain-des-Prés d'André Berthomieu : Paquerette
- 1951 : Avignon, bastion de Provence (court-métrage) de Jean Cuenet
- 1951 : L'Homme de ma vie de Guy Lefranc : Suzanne Dubreuil
- 1952 : Il est minuit, docteur Schweitzer d'André Haguet : Marie Winter
- 1952 : Dortoir des grandes d'Henri Decoin : Julie, la serveuse
- 1953 : Julietta de Marc Allégret : Rosie Facibey
- 1953 : Touchez pas au grisbi de Jacques Becker : Josy
- 1954 : La Reine Margot de Jean Dréville : Marguerite de Valois
- 1954 : Secrets d'alcôve, sketch Le Billet de logement d'Henri Decoin : Jeanne Plisson
- 1954 : Les Intrigantes d'Henri Decoin : Mona Rémi
- 1955 : Gas-oil de Gilles Grangier : Alice
- 1955 : Les Hommes en blanc de Ralph Habib : Marianne Déjazet
- 1955 : M'sieur la Caille d'André Pergament : Fernande
- 1956 : Le Salaire du péché de Denys de La Patellière : Angèle Ribot
- 1956 : Jusqu'au dernier de Pierre Billon : Gina, la danseuse
- 1957 : Ascenseur pour l'échafaud de Louis Malle : Florence Carala
- 1957 : Les Louves de Luis Saslavsky : Agnès Vanaux
- 1957 : Trois jours à vivre de Gilles Grangier : Jeanne Fortin
- 1957 : L'Étrange Monsieur Steve de Raymond Bailly : Florence
- 1957 : Échec au porteur de Gilles Grangier : Jacqueline Tourieu
- 1957 : Le Dos au mur d'Édouard Molinaro : Gloria Decret
- 1958 : Les Amants de Louis Malle : Jeanne Tournier
- 1959 : Les Liaisons dangereuses 1960 de Roger Vadim : Juliette Valmont/de Merteuil
- 1959 : Les Quatre Cents Coups de François Truffaut : la jeune femme au petit chien

##### Années 1960
- 1960 : Cinq Femmes marquées (Five Branded Women) de Martin Ritt : Ljuba
- 1960 : Moderato cantabile de Peter Brook : Anne Desbarèdes
- 1960 : Le Dialogue des carmélites de Philippe Agostini et Raymond Leopold Bruckberger : Mère Marie de l'incarnation
- 1961 : La Nuit (La notte) de Michelangelo Antonioni : Lidia
- 1961 : Une femme est une femme de Jean-Luc Godard : une femme au bar
- 1962 : Jules et Jim de François Truffaut : Catherine
- 1962 : Eva de Joseph Losey : Eve Olivier
- 1962 : Le Procès The Trial d'Orson Welles : Mlle Marika Burnstner
- 1963 : La Baie des Anges de Jacques Demy : Jackie Demaistre
- 1963 : Le Feu follet de Louis Malle : Éva
- 1963 : Peau de banane de Marcel Ophüls : Cathy
- 1963 : Les Vainqueurs (The Victors) de Carl Foreman : une femme française
- 1964 : Le Journal d'une femme de chambre de Luis Buñuel : Célestine
- 1964 : Le Train (The Train) de John Frankenheimer : Christine
- 1964 : La Rolls-Royce jaune (The Yellow Rolls-Royce) d'Anthony Asquith : marquise de Frinton
- 1964 : Mata Hari, agent H 21 de Jean-Louis Richard : Margaretha Geertruida Zelle, dite « Mata Hari »
- 1965 : Viva Maria ! de Louis Malle : Maria 1
- 1965 : Falstaff (Chimes at Midnight) d'Orson Welles : Doll Tearsheet
- 1966 : Mademoiselle de Tony Richardson : Mademoiselle
- 1967 : Le Plus Vieux Métier du monde, sketch Mademoiselle Mimi de Philippe de Broca : Mademoiselle Mimi
- 1967 : Le Marin de Gibraltar (The Sailor from Gibraltar) de Tony Richardson : Anna
- 1968 : La mariée était en noir de François Truffaut : Julie Kohler
- 1968 : Une histoire immortelle (The Immortal Story) d'Orson Welles : Virginie Ducrot
- 1968 : La Grande Catherine (Great Catherine) de Gordon Flemyng : Catherine II de Russie
- 1969 : Le Corps de Diane de Jean-Louis Richard : Diane

##### Années 1970
- 1970 : The Deep (film inachevé) d'Orson Welles : Ruth Warriner
- 1970 : Monte Walsh de William A. Fraker : Martine Bernard
- 1970 : Le Petit Théâtre de Jean Renoir, sketch Quand l'amour meurt de Jean Renoir : la chanteuse
- 1970 : Alex in Wonderland de Paul Mazursky : elle-même
- 1971 : Comptes à rebours de Roger Pigaut : Madeleine
- 1971 : De l'autre côté du vent (The Other Side of The Wind) (film inachevé) d'Orson Welles : apparition
- 1971 : Côté cours, côté champs (court métrage) de Guy Gilles : la femme au petit chien
- 1972 : L'Humeur vagabonde d'Édouard Luntz : Myriam Bingeot
- 1972 : Chère Louise de Philippe de Broca : Louise
- 1972 : Absences répétées de Guy Gilles : apparition
- 1973 : Jeanne, la Française (Joanna Francesa) de Carlos Diegues : Jeanne, la Française[28]
- 1973 : Je t'aime de Pierre Duceppe : Elisa Boussac
- 1973 : Nathalie Granger de Marguerite Duras : L'autre femme
- 1974 : Les Valseuses de Bertrand Blier : Jeanne Pirolle
- 1974 : La Race des seigneurs de Pierre Granier-Deferre : Renée Vibert
- 1975 : Le Jardin qui bascule de Guy Gilles : Maria
- 1975 : Hu-Man de Jérôme Laperrousaz : Sylviana
- 1975 : Souvenirs d'en France d'André Téchiné : Berthe
- 1976 : Lumière d'elle-même : Sarah
- 1976 : Monsieur Klein de Joseph Losey : Florence
- 1976 : Le Dernier Nabab (The Last Tycoon) d'Elia Kazan : Didi

##### Années 1980
- 1980 : Chansons souvenirs (court métrage) de Robert Salis : apparition
- 1981 : Au-delà de cette limite votre ticket n'est plus valable (Your ticket is not longer valid) de George Kaczender : Lily Marlène
- 1981 : Plein sud de Luc Béraud : Hélène
- 1982 : Mille milliards de dollars d'Henri Verneuil : Mme Benoit-Lambert
- 1982 : La Truite de Joseph Losey : Lou
- 1982 : Querelle (Querelle - Ein Pakt mit dem Teufel) de Rainer Werner Fassbinder : Lysiane
- 1986 : Sauve-toi, Lola de Michel Drach : Marie-Aude Schneider
- 1986 : Le Paltoquet de Michel Deville : la tenancière
- 1987 : Le Miraculé de Jean-Pierre Mocky : Sabine dite « La major »
- 1987 : Remake d'Ansano Giannarelli : elle-même
- 1988 : La Nuit de l'océan d'Antoine Perset : Hélène Sauveterre
- 1989 : Jour après jour d'Alain Attal : Janine Weisman

##### Années 1990
- 1990 : Nikita de Luc Besson : Armande,
- 1990 : Alberto Express d'Arthur Joffé : la baronne
- 1990 : La Femme fardée de José Pinheiro : la Doria
- 1991 : L'Amant de Jean-Jacques Annaud : narratrice
- 1991 : La Vieille qui marchait dans la mer de Laurent Heynemann : Lady M
- 1991 : Jusqu'au bout du monde (Bis an Ende der Welt) de Wim Wenders : Edith Farber
- 1991 : Le Pas suspendu de la cigogne (To meteoro vima tou pelargou) de Theo Angelopoulos : la femme
- 1991 : Anna Karamazoff de Roustam Khamdamov : la femme
- 1992 : Cœur de métisse (Map of the Human Heart) de Vincent Ward : Sœur Bainville
- 1992 : À demain de Didier Martiny : Tété
- 1992 : L'Absence (Die Abwesenheit) de Peter Handke : la femme de l'écrivain
- 1993 : Je m'appelle Victor de Guy Jacques : Rose
- 1995 : Les Cent et Une Nuits de Simon Cinéma d'Agnès Varda : la première ex-épouse de M. Cinéma
- 1995 : Par-delà les nuages (Al di la delle nuvole) de Michelangelo Antonioni et Wim Wenders : l'amie
- 1995 : I Love You, I Love You Not de Billy Hopkins : Nana
- 1997 : La Propriétaire (The proprietor) d'Ismail Merchant : Adrienne Mark
- 1997 : Un amour de sorcière de René Manzor : Eglantine
- 1997 : Amour et Confusions de Patrick Braoudé : Libra
- 1998 : À tout jamais, une histoire de Cendrillon (Ever after) d'Andy Tennant : la grande dame

##### Années 2000
- 2000 : Lisa de Pierre Grimblat : Lisa, âgée
- 2000 : Le Manuscrit du prince (Il manoscritto del Principe) de Roberto Andò : Alexandra von Wolff-Stomersee
- 2001 : Cet amour-là de Josée Dayan : Marguerite Duras
- 2002 : The Will to Resist de James Newton : Johanna 1989[réf. nécessaire]
- 2003 : Love Actually de Richard Curtis : la passagère du taxi à l'aéroport de Marseille (apparition)[29]
- 2004 : Akoibon d'Édouard Baer : Mme Paule
- 2005 : Le Temps qui reste de François Ozon : Laura
- 2005 : Go West d'Ahmed Imamović (sr) : la journaliste
- 2006 : Sortie de clown (court métrage) de Nabil Ben Yadir
- 2006 : Roméo et Juliette d'Yves Desgagnés : Laurence
- 2007 : Chacun son cinéma : épisode Trois minutes de Théo Angelopoulos : elle-même
- 2007 : Désengagement d'Amos Gitai : Françoise
- 2009 : Plus tard tu comprendras d'Amos Gitai : Rivka
- 2009 : Visage (脸, liǎn) de Tsai Ming-liang : Jeanne

##### Années 2010
- 2012 : Gebo et l'Ombre de Manoel de Oliveira : Candidinha
- 2012 : Une Estonienne à Paris de Ilmar Raag : Frida
- 2015 : Le Talent de mes amis d'Alex Lutz : La grand-mère de Thibault Redinger

#### Télévision
- 1974 : La Chevauchée sur le lac de Constance (téléfilm) de Claude Régy : Henny Porten
- 1975 : Plain-Chant (série télévisée), épisode Jean Genet, saint, martyr et poète de Guy Gilles : elle-même
- 1983 : Emmenez-moi au théâtre (série télévisée) : L'Intoxe de Guy Seligmann : Marie-Pierre
- 1984 : L'Arbre (téléfilm) de Jacques Doillon : Camille, la grand-mère
- 1985 : Vicious Circle (téléfilm) de Kenneth Ives : Inès
- 1986 : Le Tiroir secret (mini-série), épisode La Mise au point de Nadine Trintignant : Vivi
- 1986 : Shades of Darkness, épisode Agatha Christie's The Last Seance de June Wyndhazm-Davies : Mme Exe
- 1990 : L'Ami Giono (mini-série télévisée), épisode Ennemonde de Claude Santelli : Ennemonde Girard
- 1992 : Le Temps et la Chambre (téléfilm) de Patrice Chéreau : voix off
- 1993 : Screen Two (série télévisée), épisode The Clothes in the Wardrobe de Waris Hussein : Lili
- 1993 : Screen Two (série télévisée), Un certain jour de juin (A Foreign Field) de Charles Sturridge : Angélique
- 1995 : Catherine la Grande (en) (Catherine the Great) (téléfilm) de Marvin J. Chomsky et John Goldsmith : Elisabeth
- 1995 : Belle Époque (mini-série) de Gavin Millar : la narratrice
- 1999 : Balzac (téléfilm) de Josée Dayan : Charlotte Laure
- 2000 : Les Misérables (mini-série) de Josée Dayan : Mère Innocente
- 2001 : Zaïde, un petit air de vengeance (téléfilm) de Josée Dayan : Anna Shermann
- 2003 : Les Parents terribles (téléfilm) de Josée Dayan : Léo
- 2005 : Les Rois maudits (mini-série) de Josée Dayan : Mahaut d'Artois
- 2006 : La Comtesse de Castiglione (téléfilm) de Josée Dayan : la princesse Sissi Altière
- 2008 : Collection Fred Vargas, épisode Sous les vents de Neptune de Josée Dayan : Josette
- 2008 : Château en Suède (téléfilm) de Josée Dayan : Agathe Falsen
- 2011 : Bouquet final (téléfilm) de Josée Dayan : Marie
- 2011 : La Mauvaise Rencontre de (téléfilm) Josée Dayan : Gaby
- 2013 : Le Tourbillon de Jeanne, 5 courts-métrages de Sandrine Veysset : la femme / Monica / Marthe / Madeleine / Marguerite

#### Doublage

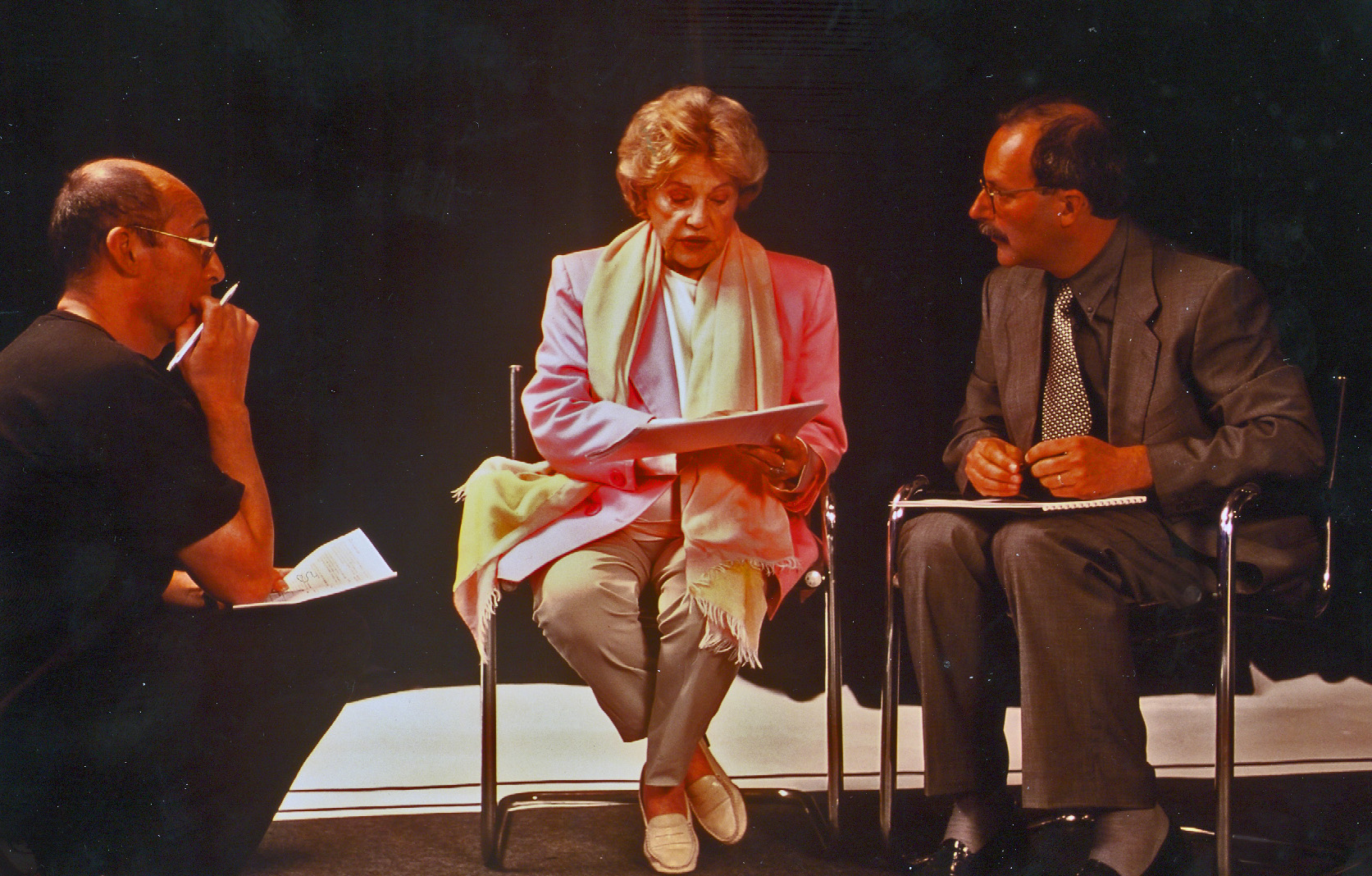
Jeanne Moreau sur le plateau de tournage du jeu vidéo Genesys, accompagnée de Jean-Paul Prado (Galiléa) à gauche, et Claude Richardet à droite.

##### Film d'animation
- 2009 : Kérity la maison des contes de Dominique Monféry : Éléonore

##### Voix off de documentaires
- 1959 : Matisse ou le talent du bonheur - court métrage, documentaire - de Marcel Ophuls
- 1988 : Hôtel Terminus (Klaus Barbie, His Life and Time) - documentaire de Marcel Ophuls
- 1992 : L'Architecture du chaos de Peter Cohen
- 1993 : It's All True de Richard Wilson, Myron Meisel, Bill Krohn

##### Jeu vidéo
- 2000 : Genesys, jeu d'aventure historique retraçant l'évolution de l'humanité : la narratrice

### Participante (documentaires)
- 1970 : Henri Langlois (court métrage) de Roberto Guerra et Elia Hershon : elle-même
- 1974 : Une légende, une vie : Citizen Welles de Maurice Frydland : apparition
- 1976 : Chroniques de France : Jeanne Moreau (court métrage) de Renaud de Dancourt : elle-même
- 1982 : Der Bauer von Babylon (court métrage) de Dieter Schidor : elle-même
- 1983 : Jean-Louis Barrault, un homme de théâtre de Muriel Balasch : elle-même
- 1985 : François Simon, la présence d'Ana Simon et Louis Mouchet : apparition
- 1985 : Vivement Truffaut (téléfilm) de Claude de Givray : elle-même
- 1989 : Orson Welles, stories from a life in film de Leslie Megahey : apparition
- 1993 : François Truffaut, portraits volés de Serge Toubiana et Michel Pascal : témoignage
- 1995 : L'Univers de Jacques Demy d'Agnès Varda : elle-même
- 1995 : Faire un film, pour moi c'est vivre d'Erica Antonioni : elle-même
- 2000 : Les Femmes de Fassbinder (Fassbinder woman - Für mich gab's nur noch Fassbinder) de Rosa von Praunheim : elle-même
- 2002 : Les 13 vies du chat Lelouch (téléfilm) d'Isabelle Clarke : elle-même dans le scopitone de la chanson Où vas-tu Mathilde

### Réalisatrice
- 1976 : Lumière
- 1979 : L'Adolescente
- 1983 : Lillian Gish (A Salute to Lillian Gish) (documentaire)

### Scénariste
- 1976 : Lumière
- 1979 : L'Adolescente
- 1983 : Lillian Gish (A Salute to Lillian Gish)
- 2002 : La Petite Prairie aux bouleaux de Marceline Loridan

## Radio
- 1953 : Le Hussard sur le toit - adaptation radiophonique - André Bourdil d'après le roman de Jean Giono
- 1970 (9 septembre) sur France-inter, Radioscopie - Interviewée par Jacques Chancel
- 2007 sur France Culture pour le Festival d'Avignon : Quartett, reprise des Liaisons dangereuses
- 2014 sur France Culture : Eva ne dort pas, scénario de Pablo Agüero, Grand prix Sopadin du meilleur scénariste.

## Théâtre
- 1947 au premier Festival d'Avignon :
  - La Tragédie du roi Richard II de William Shakespeare, mise en scène Jean Vilar : une suivante de la reine
  - L'Histoire de Tobie et de Sara de Paul Claudel, mise en scène Maurice Cazeneuve : La Vigne
  - La Terrasse de midi de Maurice Clavel, mise en scène Jean Vilar : Madeleine, rôle pour lequel un critique mentionna « sa jeune grâce déjà colorée de passion latente »
- 1947 : Le Lever du soleil de François Porché et Simone Le Bargy, mise en scène Simone Le Bargy, Comédie-Française Salle Luxembourg : Hortense Mancini
- 1947 : Un mois à la campagne d'Ivan Tourgueniev, mise en scène Jean Meyer, Comédie-Française : Vera Alexandrovna
- 1947 : Athalie de Racine, mise en scène Georges Le Roy, Comédie-Française : Joas
- 1948 : Le Mariage de Figaro de Beaumarchais, mise en scène Jean Meyer, Comédie-Française : Chérubin
- 1948 : Les Mal-aimés de François Mauriac, mise en scène Jean-Louis Barrault, Comédie-Française Salle Luxembourg : Rose
- 1948 : L'Épreuve de Marivaux, mise en scène Julien Bertheau, Comédie-Française Salle Luxembourg : Angélique
- 1948 : L'Anglais tel qu'on le parle de Tristan Bernard, mise en scène Jean Meyer, Comédie-Française Salle Luxembourg : Betty
- 1948 : Les Espagnols au Danemark de Prosper Mérimée, mise en scène Jean Meyer, Comédie-Française : un personnage du Ballet
- 1948 : Cyrano de Bergerac d'Edmond Rostand, mise en scène Pierre Dux, Comédie-Française Salle Luxembourg : un page
- 1948 : La Peine capitale de Claude-André Puget, mise en scène Julien Bertheau, Comédie-Française Salle Luxembourg : Rafaela
- 1948 : L'Occasion de Prosper Mérimée, mise en scène Jean Meyer, Comédie-Française : Doña Maria
- 1949 : Les Temps difficiles d'Édouard Bourdet, mise en scène Pierre Dux, Comédie-Française Salle Luxembourg : Anne-Marie
- 1949 : L'Avare de Molière, mise en scène Jean Meyer, Comédie-Française : Mariane
- 1949 : Le Roi de Gaston Armand de Caillavet, Robert de Flers et Emmanuel Arène, mise en scène Jacques Charon, Comédie-Française Salle Luxembourg : Suzette Bourdier
- 1949 : On ne badine pas avec l'amour de Marivaux, mise en scène Julien Bertheau, Comédie-Française : Camille
- 1950 : Othello de William Shakespeare, mise en scène Jean Meyer, Comédie-Française : Bianca
- 1950 : L'Impromptu de Versailles de Molière, mise en scène Pierre Dux, Comédie-Française : Mademoiselle Molière
- 1950 : Poil de carotte de Jules Renard, Comédie-Française, Gala de bienfaisance : Poil de carotte
- 1950 : Les Sincères de Marivaux, mise en scène Véra Korène, Comédie-Française : Lisette
- 1950 : Le Chant du berceau de Gregorio et María Martínez Sierra, mise en scène Georges Le Roy, Comédie-Française Salle Luxembourg : Thérèse
- 1950 : Le Conte d'hiver de William Shakespeare, mise en scène Julien Bertheau, Comédie-Française : Perdita
- 1950 : À quoi rêvent les jeunes filles d'Alfred de Musset, mise en scène Charles Granval, Comédie-Française : Ninon
- 1950 : Les Caves du Vatican d'André Gide, mise en scène Jean Meyer, Comédie-Française : Carola Venitequa la petite prostituée
- 1951 : Tartuffe de Molière, mise en scène Fernand Ledoux, Comédie-Française : Mariane
- 1951 : La Paix chez soi de Georges Courteline, Théâtre des Célestins : Valentine
- 1951 : Le Dindon de Georges Feydeau, mise en scène Jean Meyer, Comédie-Française : Clara
- 1951 : Le Médecin malgré lui de Molière, tournée : Martine
- 1951 : Le Bourgeois gentilhomme de Molière, mise en scène Jean Meyer, Comédie-Française : Lucile
- 1951 : La Double Inconstance de Marivaux, mise en scène Jacques Charon, Comédie-Française : Silvia
- 1951 au Festival d'Avignon :
  - Le Cid de Corneille, mise en scène Jean Vilar, TNP : L'Infante
  - Le Prince de Hombourg d'Heinrich von Kleist, mise en scène Jean Vilar, TNP : Nathalie d'Orange
- 1952 : Nucléa d'Henri Pichette, mise en scène Gérard Philipe et Jean Vilar, TNP, Théâtre de Chaillot : Yllen
- 1952 au Festival d'Avignon :
  - Lorenzaccio d'Alfred de Musset, mise en scène Gérard Philipe, TNP : 2e bourgeoise
  - Le Prince de Hombourg d'Heinrich von Kleist, mise en scène Jean Vilar, TNP : Nathalie d'Orange
- 1952 : La Nouvelle Mandragore de Jean Vauthier, mise en scène Gérard Philipe, TNP, Théâtre de Chaillot : Lucrèce
- 1953 : L'Heure éblouissante d'Anna Bonacci, mise en scène Fernand Ledoux, Théâtre Antoine : Géraldine
- 1954 : La Machine infernale de Jean Cocteau, mise en scène Jean Cocteau, avec Jean Marais, Théâtre des Bouffes-Parisiens : Sphinx
- 1955 : Pygmalion de George Bernard Shaw, mise en scène Jean Marais, Théâtre des Bouffes-Parisiens : Eliza Doolittle
- 1956 : La Machine infernale de Jean Cocteau, mise en scène Jean Cocteau, Festival de Baalbek : Sphinx
- 1956 : La Chatte sur un toit brûlant de Tennessee Williams dans la première mise en scène en France de Peter Brook, Théâtre Antoine : Maggie
- 1958 : La Bonne Soupe de Félicien Marceau, mise en scène André Barsacq, Théâtre du Gymnase : Marie-Paule
- 1974 : La Chevauchée sur le lac de Constance de Peter Handke, mise en scène Claude Régy, Espace Pierre Cardin : Henny Porten
- 1976 : Lulu de Frank Wedekind, mise en scène Claude Régy, Théâtre de l'Athénée-Louis-Jouvet : Lulu
- 1980 : L'Intoxe de Françoise Dorin, mise en scène Jean-Laurent Cochet, Théâtre des Variétés : Marie-Pierre
- 1985 : The Night of the iguana de Tennessee Williams, mise en scène Arthur Sherman, Baltimore : Hannah Jelkes
- 1986 : Le Récit de la servante Zerline d'Hermann Broch, mise en scène Klaus Michael Grüber, Théâtre des Bouffes du Nord
- 1987 : Le Récit de la servante Zerline d'Hermann Broch, mise en scène Klaus Michael Grüber, Théâtre de l'Atelier, tournée française et internationale
- 1988 : Le Récit de la servante Zerline d'Hermann Broch, mise en scène Klaus Michael Grüber, Théâtre Mogador
- 1989 : La Célestine de Fernando de Rojas, mise en scène Antoine Vitez, Festival d'Avignon, Comédie-Française au Théâtre national de l'Odéon, Théâtre de Barcelone : La Célestine
- 2000 : Un trait de l’esprit de Margaret Edson, mise en scène Jeanne Moreau, Théâtre Vidy-Lausanne, Théâtre de Chaillot
- 2007 : Quartett d'Heiner Müller, lecture avec Sami Frey, Festival d'Avignon
- 2008 : Quartett d'Heiner Müller, lecture avec Sami Frey, Théâtre de la Madeleine
- 2009 : La Guerre des fils de lumière contre les fils des ténèbres d'après La Guerre des Juifs de Flavius Josèphe, mise en scène Amos Gitaï, Festival d'Avignon, Odéon-Théâtre de l'Europe
- 2010 : Efratia Gitaï : Correspondance 1929-1994, lecture, Odéon-Théâtre de l'Europe
- 2010 : Le Condamné à mort de Jean Genet, Théâtre de l'Odéon
- 2011 : Le Condamné à mort de Jean Genet, Salle Pleyel, Festival d'Avignon

## Discographie

### Singles
- 1953 : L'amour s'en vient, l'amour s'en va
- 1962 : Le tourbillon de la vie
- 1963 : J'ai la mémoire qui flanche
- 1963 : Embrasse-moi
- 1964 : La vie s'envole
- 1965 : L'horloger
- 1966 : Ah ! Les petites femmes de Paris
- 1967 : Tout morose
- 1968 : Aimer
- 1969 : Je monte sur les planches
- 1970 : La célébrité, la publicité
- 1970 : Quelle histoire
- 1971 : Les petits ruisseaux
- 1972 : Absences répétées
- 1973 : La ballade de l'humeur vagabonde
- 1974 : Le jardin qui bascule
- 1975 : India Song
- 1979 : L'adolescente
- 1980 : Parlez-moi d'moi
- 1982 : Each man kills the thing he love
- 1987 : L'amour peut sauver le monde
- 1988 : Aimer

### Bandes originales
- 1962 : Le Tourbillon : pour Jules et Jim de François Truffaut
- 1964 : Embrasse-moi  : pour Peau de banane de Marcel Ophüls
- 1975 : India Song : pour le film homonyme de Marguerite Duras
- 1982 : Each Man Kills the Thing He Loves pour Querelle de Rainer Werner Fassbinder

### Participation
- Récitante sur un enregistrement de 1994 où elle est accompagnée par Jean-Marc Luisada au piano : Poulenc : l'Histoire de Babar ; Satie : Sports et Divertissements…
- 2009 - Que tu es impatiente, sur l'album On n'est pas là pour se faire engueuler ! hommage à Boris Vian.
- 2009 - Lit la chanson Lettre au ministre présente sur l'album Les bronzés font du ch'ti du groupe Ministère des affaires populaires.
- 2011 - Emma, chanson en duo, sur l'album L'An demain des Têtes raides

## Distinctions

### Décorations
- 1980 :  Officière de la Légion d'honneur[30]
- 2007 :  Commandeure de l'ordre national du Mérite[31]
- 2012 :  Grande officière de l'ordre national du Mérite[32]
- Commandeure de l'ordre des Arts et des Lettres

### Récompenses
- Mostra de Venise
  - 1958 : Prix Nouveau Cinéma de la meilleure actrice pour Les Amants
  - 1992 : Lion d'or d'honneur
- Festival de Cannes
  - 1960 : Prix d'interprétation féminine pour Moderato cantabile
  - 2003 : Palme d'or d'honneur
- Berlinale
  - 1979 : en compétition pour l'Ours d'or pour L'Adolescente
  - 2000 : Ours d'or d'honneur
- Festival de Karlovy Vary
  - 1964 : Prix d'interprétation féminine pour Le Journal d'une femme de chambre
- Baftas
  - 1963 : nomination au Bafta de la meilleure actrice étrangère pour Jules et Jim
  - 1967 : Bafta de la meilleure actrice étrangère pour Viva Maria !
  - 1996 : Bafta d'honneur
- European Film Awards
  - 1997 : European Film Award d'honneur
- César
  - 1987 : Nomination au César de la meilleure actrice dans un second rôle pour Le Paltoquet
  - 1988 : Nomination au César de la meilleure actrice pour Le Miraculé
  - 1992 : César de la meilleure actrice pour La Vieille qui marchait dans la mer
  - 1995 : César d'honneur
  - 2008 : César d'honneur (qu'elle transmet à Céline Sciamma et son équipe pour le film Naissance des pieuvres)
- Oscars
  - 1998 : Oscar d'honneur
- Molières
  - 1987 : Nomination au Molière de la comédienne pour Le Récit de la servante Zerline
  - 1988 : Molière de la comédienne pour Le Récit de la servante Zerline
- 1980 : Prix du Brigadier pour L'Intoxe de Françoise Dorin, Théâtre des Variétés
- 1987 : Prix du Syndicat de la critique : meilleure comédienne pour Le Récit de la servante Zerline

### Hommages

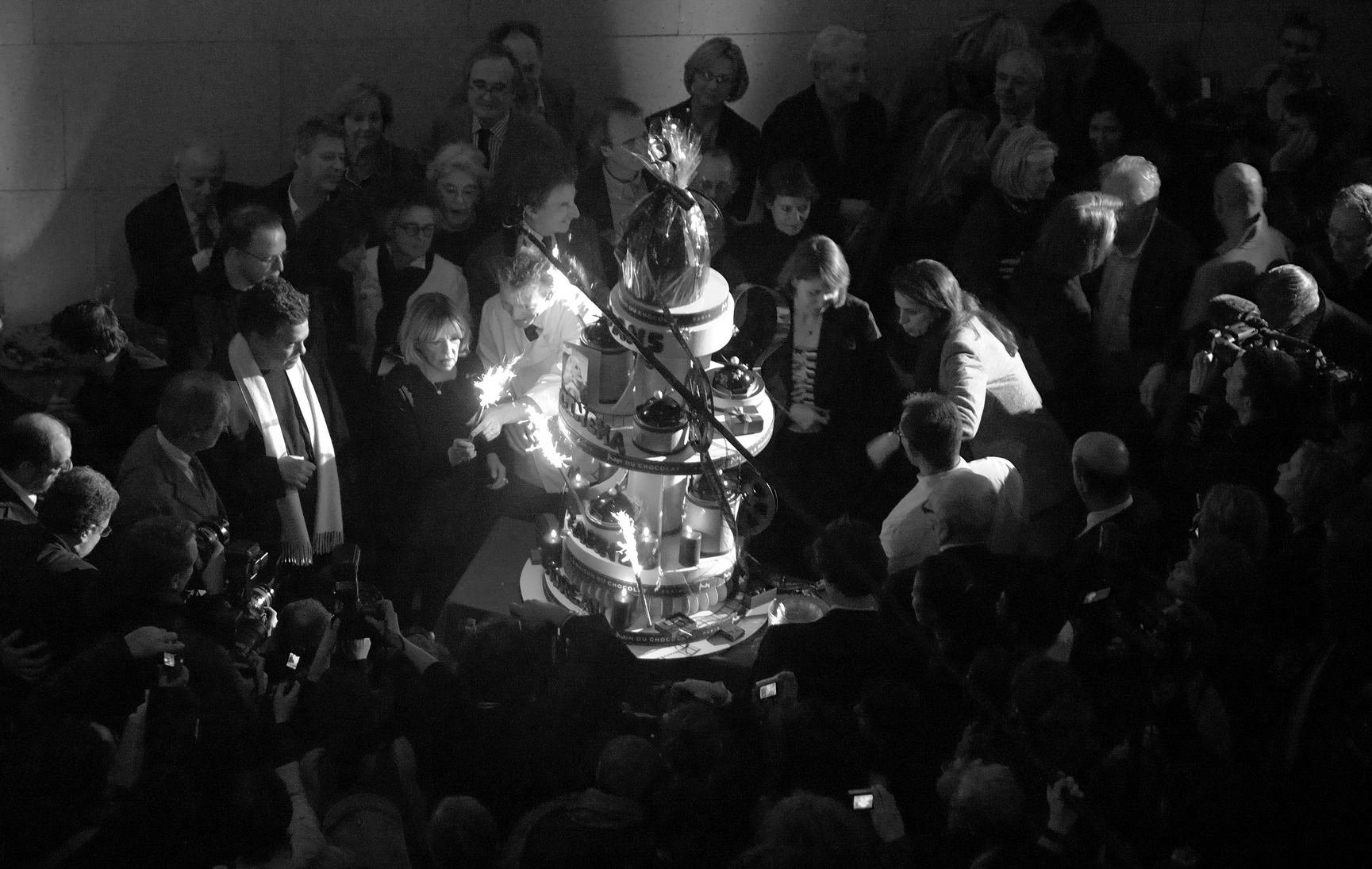
Jeanne Moreau à la Cinémathèque française le 6 février 2008 à l'occasion de son 80e anniversaire.

En 2008, à l'occasion de ses 80 ans et de ses soixante ans passés sur le grand écran, de nombreux hommages lui sont rendus, notamment au Festival Premiers Plans d'Angers et à la Cinémathèque française. Après avoir reçu un César d'honneur en 1995, elle reçoit un Super César d'honneur lors des Césars 2008, pour consacrer sa carrière.
La 43e cérémonie des César se déroulant en mars 2018 est dédiée à Jeanne Moreau qui appose son image sur son affiche officielle.